# 509761 Umberto
509761 Umberto este o planetă minoră (asteroid) din centura de asteroizi. A fost descoperită pe 19 octombrie 2008 la Circolo Culturale Astronomico di Farra d'Isonzo⁠(d) de Circolo Culturale Astronomico di Farra d'Isonzo⁠(d). 
Obiectul prezintă o orbită caracterizată de o semiaxă mare de 2,6562815804762 UAi, o excentricitate de 0,22392626717646, o înclinație de 13,471822631706 ° în raport cu ecliptica.